# Компоновка танков

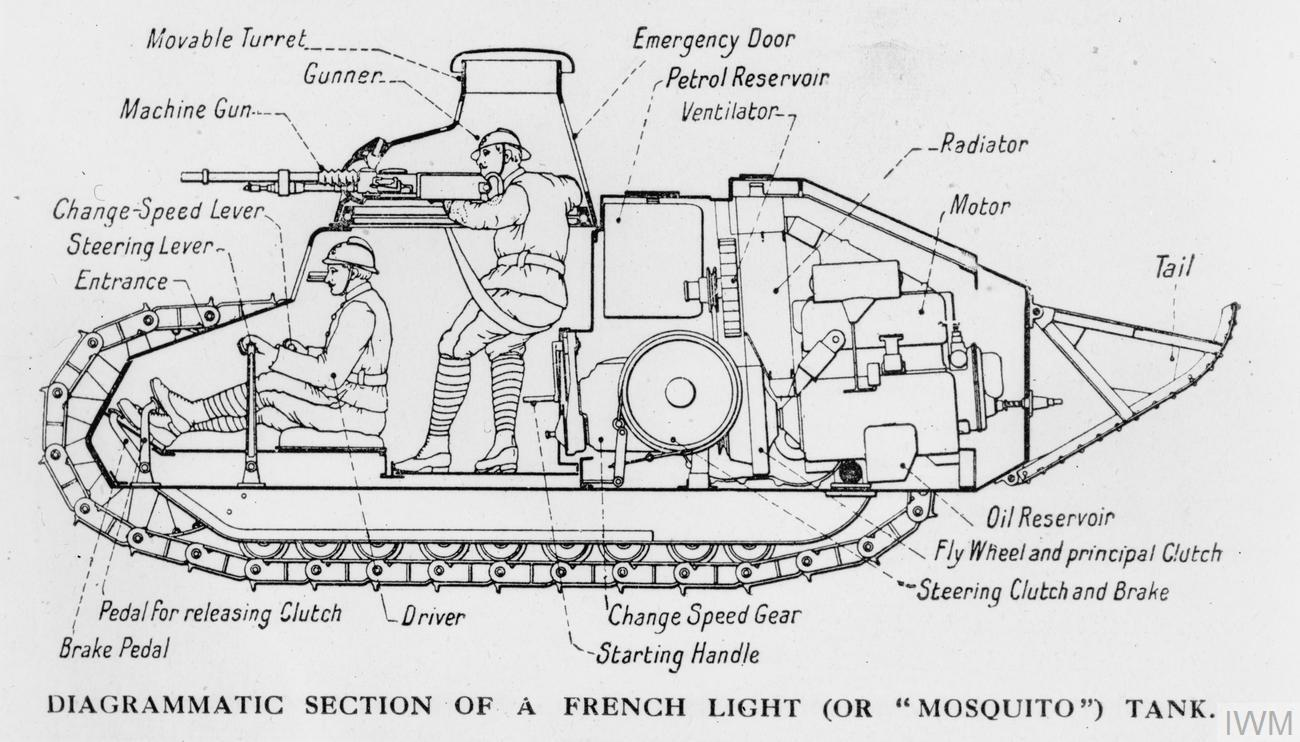
Схема внутренней компоновки танка «Рено FT-17».

Разрез танка M4A4
1.кольцо для подъёма башни, 2.вентилятор, 3.башенный люк, 4.перископ, 5.окантовка люка, 6.башенное сиденье, 7.сиденье наводчика, 8.сиденье наводчика, 9.башня, 10.воздушный фильтр, 11.крышка горловины радиатора, 12.воздушный коллектор, 13.силовая установка, 14.выхлопные трубы, 15.ленивец, 16.водяной насос, 17.радиатор, 18.генератор, 19.задний карданный вал, 20.боеукладка, 21.контактное кольцо, 22.передний карданный вал, 23.тележка подвески, 24.коробка передач, 25.ведущая звездочка, 26.сиденье водителя, 27.сиденье стрелка, 28.орудие 75 мм, 29.люк водителя, 30.пулемет М 1919A4.

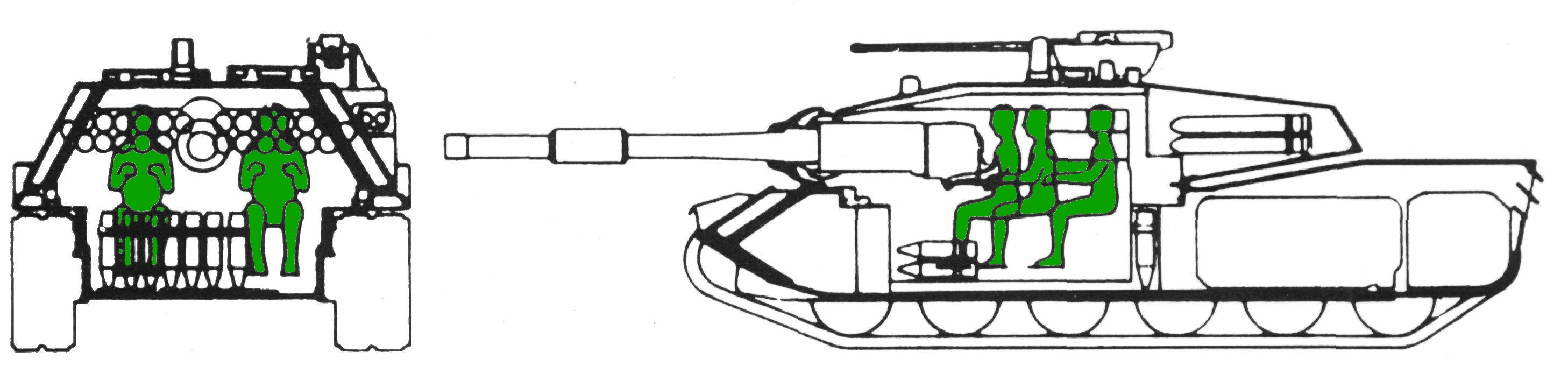
Схема внутренней компоновки танка MBT-70

Компоно́вка танка — функционально обусловленное размещение комплекса вооружения, экипажа, моторно-трансмиссионной установки, элементов броневой и специальной защиты, ходовой части, систем танка и вспомогательного оборудования.
Различают общую и частную компоновки.
- Общая компоновка принципиально определяет число и взаимное расположение отделений танка, конструкцию корпуса и башни, что, в конечном счёте, формирует внешний вид машины.
- Частная компоновка уточняет устройство отделений и частей машины.

В процессе проектирования танка наиболее важным этапом, во многом определяющим успех проекта, является выбор общей компоновки.

## Общая компоновка
Главной задачей общей компоновки является получение наиболее высоких показателей боевых свойств танка при заданных массе и габаритах.
| Танк            | Масса, т | Внутренний объём V, м³ | Калибр вооружения, мм |
| --------------- | -------- | ---------------------- | --------------------- |
| ИС-3            | 46       | 11,5                   | 122                   |
| M46             | 44       | 14,6                   | 90                    |
| Pz. V «Пантера» | 45       | 17,2                   | 75                    |
| Т-72            | 41       | 11,8                   | 125                   |
| М1 «Абрамс»     | 53,4     | 19,7                   | 105                   |
| «Леопард-2»     | 55,2     | 19,4                   | 120                   |
| «Чифтен» Mk 5   | 54,8     | 21,8                   | 120                   |
| AMX-30          | 36       | 16,55                  | 105                   |

## Основные варианты компоновки
- С расположением двигательной установки и трансмиссии в задней части корпуса, и боевого отделения — в передней;
- С расположением двигательной установки в задней части корпуса, трансмиссии — в передней, а башни — в средней;
- С расположением трансмиссии в передней части корпуса, двигателя за ней, а боевого отделения — в задней (танкетка «Карден-Лойд», танки AMX-13, Strv 103, «Меркава»)[1].

## Компоновка с кормовым расположением двигателя и трансмиссии

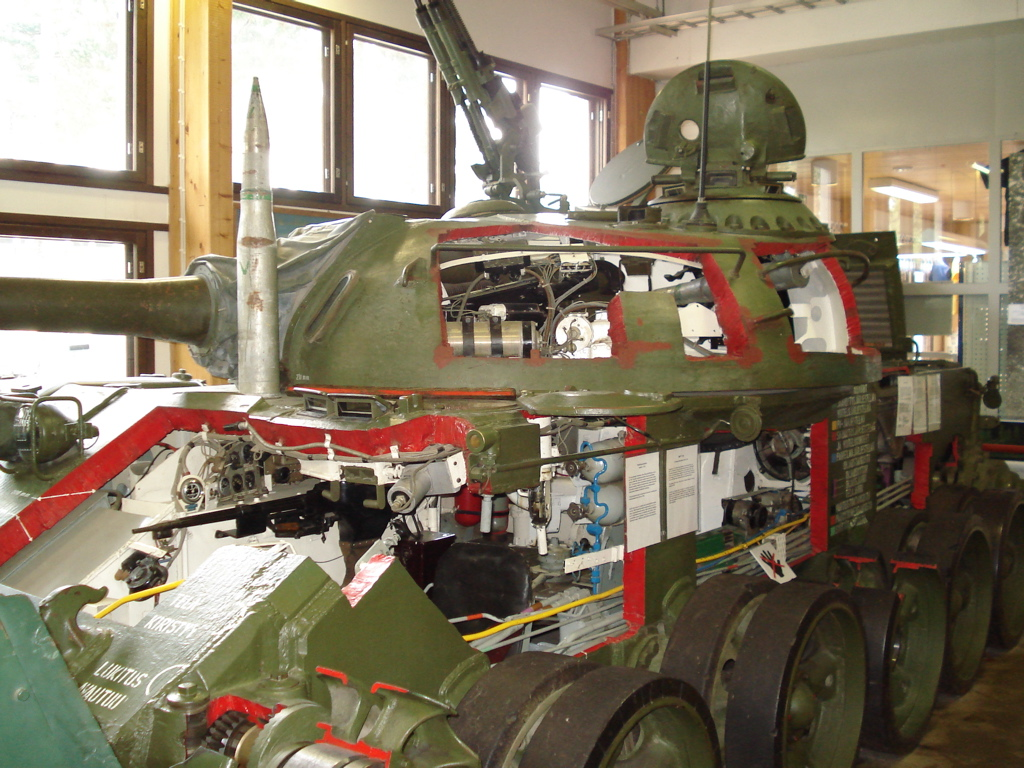
Т-54 с разрезами

Советские танки (за исключением Т-26 и созданных Николаем Астровым Т-30, Т-60, Т-70) имеют компоновку с задним расположением двигателя и трансмиссии, хотя впервые компоновка с задним расположением двигателя и трансмиссии и башней посередине танка была применена на французском танке Рено FT ещё в 1917 году.
Достоинства:
- Наилучшая защищенность двигателя, трансмиссии и топливных баков по сравнению с другими схемами;
- Возможность быстрой замены двигателя и трансмиссии, в том числе в полевых условиях;
- Хорошие условия охлаждения трансмиссии;
- Возможность сделать носовую часть танка практически любой формы с целью рационального бронирования (например, «щучий нос» танков ИС-3 и ИС-7);
- Возможность сделать танк очень низким;
- Рациональное использование бронированного пространства позволяет уменьшить размеры и массу танка.

Недостатки:
- Механик-водитель находится сразу за лобовой бронированной деталью и не имеет дополнительной защиты при обстреле в переднюю полусферу;
- Танк имеет нерациональную развесовку, особенно при продольной установке двигателя (Т-34, все модели КВ и ИС);
- Моторно-трансмиссионное отделение имеет очень тесную компоновку, затрудняющую обслуживание и ремонт, особенно на танках с поперечным расположением двигателя и бортовыми КПП (Т-72/Т-90, Т-80)[1].

## Компоновка с кормовым расположением двигателя и носовым — трансмиссии

Схема внутреннего устройства корпуса танка «Тигр»

В компоновке с кормовым расположением двигателя до и времён Второй мировой войны (например, танк «Тигр») трансмиссия размещается в передней, а двигатель — в задней части корпуса танка, который в результате получается широким и недлинным. Она была впервые применена на лёгком танке Vickers Mk E в 1930 году. Положительные стороны такой компоновки танка:
- лёгкость управления тяжёлой машиной и возможность более быстрого разворота танка на месте (что частично компенсировало медленность поворота башни);
- возможность установки башни танка в геометрическом центре корпуса, что благотворно влияло на возможность стрельбы с ходу;
- дополнительная защита экипажа, прикрытого спереди, помимо лобовой брони, агрегатами трансмиссии.

Однако чем больше танк, тем больше у этой компоновки недостатков: так, танк «Тигр» получился высоким и тяжёлым, поскольку толстая лобовая броня занимала большую площадь по сравнению с машинами иных компоновочных схем; из-за того, что двигатель и трансмиссию соединял карданный вал, зона работы которого (около 30 см) была фактически пустой; а ширина танка превысила железнодорожные габариты, что вызывало сложности при его транспортировке.